# Itzhak Shum
Itzhak Shum (hebräisch יצחק שום) (* 1. September 1948 in Chișinău) ist ein ehemaliger israelischer Fußballspieler. Shum ist derzeit als Fußballmanager und -trainer tätig.

## Leben
Er spielte unter anderem für die Israelische Fußballnationalmannschaft und hat mit dieser 1970 an der Fußballweltmeisterschaft teilgenommen. In der Saison 2003/2004 war Shum der Trainer des griechischen Erstligavereins Panathinaikos Athen und führte die Mannschaft zur Meisterschaft. Am 4. Oktober 2004 legte Shum dieses Amt nieder. Im Jahr 2005 war er in Russland als Cheftrainer des Erstligisten Alanija Wladikawkas tätig.
Seit 2007 trainiert Shum die Gewinner der israelischen Meisterschaft 2007, Beitar Jerusalem.